# Stygganästjärnen
Stygganästjärnen är en sjö i Ovanåkers kommun i Hälsingland och ingår i Ljusnans huvudavrinningsområde. Sjön har en area på 0,0552 kvadratkilometer och ligger 233,1 meter över havet.

## Delavrinningsområde
Stygganästjärnen ingår i det delavrinningsområde (679116-149686) som SMHI kallar för Utloppet av Tälningen. Medelhöjden är 254 meter över havet och ytan är 28,18 kvadratkilometer. Räknas de 8 avrinningsområdena uppströms in blir den ackumulerade arean 93,25 kvadratkilometer. Nedre Tälningsån (Övre Tälningsån) som avvattnar avrinningsområdet har biflödesordning 4, vilket innebär att vattnet flödar genom totalt 4 vattendrag innan det når havet efter 107 kilometer. Avrinningsområdet består mestadels av skog (64 procent). Avrinningsområdet har 7,36 kvadratkilometer vattenytor vilket ger det en sjöprocent på 26,1 procent.